# Peledoej (rivier)
De Peledoej (Russisch: Пеледуй) is een 398-kilometer lange linker zijrivier van de Lena, gelegen in de Russische autonome republiek Jakoetië, in Oost-Siberië.
De Peledoej ontspringt in het zuidwestelijke deel van het Lena-plateau in het oosten van het Midden-Siberisch Bergland en stroomt eerst naar het zuidoosten, vervolgens naar het noordwesten, om verderop opnieuw af te buigen naar het zuidoosten en na bijna 400 kilometer op ongeveer 20 kilometer stroomafwaarts van de instroom van de Vitim bij het gelijknamige dorp Peledoej uit te stromen in de Lena. Nabij de monding wordt steenzout gewonnen.
De belangrijkste zijrivieren zijn de Gadala (117 km) en de Moelisma (127 km), beide aan linkerzijde. In het stroomgebied van de rivier bevinden zich ongeveer 900 meren. De rivier wordt vooral gevoed door sneeuw en is bevroren van eind oktober, begin november tot de eerste helft van mei. De hoogwaterperiode duurt van mei tot juni.